# География на Ливан
Ливан е държава в Западна Азия, в Близкия Изток, на източния бряг на Средиземно море. На север и изток граничи със Сирия (дължина на границата 359 km, а на юг с Израел 79 km. Обща дължина на сухоземните граници 438 km. На запад се мие от водите на Средиземно море. Дължина на бреговата линия 240 km. От север на юг се простира на 200 km, а ширината в северната му част достига 90 km. Столица град Бейрут.
Територията на Ливан се простира между 33°03′ и 34°42′ с.ш. и между 35°06′ и 36°37′ и.д. Крайните точки на страната са следните:
- крайна северна точка – (34°41′31″ с. ш. 36°20′19″ и. д. / 34.691944° с. ш. 36.338611° и. д.), ляв бряг на река Ел Кебер, на границата със Сирия.
- крайна южна точка – (33°03′18″ с. ш. 35°22′41″ и. д. / 33.055° с. ш. 35.378056° и. д.), на границата с Израел.
- крайна западна точка – (33°05′39″ с. ш. 35°06′13″ и. д. / 33.094167° с. ш. 35.103611° и. д.), на брега на Средиземно море.
- крайна източна точка – (34°12′12″ с. ш. 36°37′25″ и. д. / 34.203333° с. ш. 36.623611° и. д.), връх Халимет ел Кабу, на границата със Сирия.

## Брегове, релеф, геоложки строеж, полезни изкопаеми
Бреговете на страната са предимно ниски, слабо разчленени (единстен по-голям залив Хури), с отделни скалисти носове и масиви от пясъчни дюни. Крайбрежната ивица е тясна (до 15 km) равнина, преминаваща на изток в предпланините на планинския масив Ливан, заемащ голяма част от страната. Най-високата му точка е връх Курнет ес Сауда – 3083 m. Неговите западни, дълбоко разчленени склонове стъпаловидно се понижават към Средиземно море, а източните – стръмно се спускат към междупланинската долина Бекаа. Тя (долината) представлява грабен с ширина 8-14 km, който се простира от север на юг по цялото протежение на страната. Дъното на долината е на височина 750-900 m, а планините Ливан и Антиливан се извисяват над нея на 1500-2000 m. В пределите на Ливан попадат само западните склонове на Антиливан с височина до 2814 m (връх Еш Шейх). Те са изградени предимно от варовици и пясъчници, с повсеместно развити карстови форми на релефа. Около град Бискинта (на 30 km източно от Бейрут) се разработват находища на желязна руда, а близо до град Триполи – кафяви въглища.

## Климат, води
Климатът на Ливан е субтропичен със сухо лято и влажна зима. По крайбрежието средната януарска температура е 13°С, средната юлска 28°С, а на височина около 2000 m съответно 6°С и 22°С. Годишната сума на валежите по крайбрежието е 750-1000 mm (предимно от октомври до април), в планините – над 1000 mm (от декември до май, а по върховете се задържа снежна покривка), в долината Бекаа и по западните склонове на планината Антиливан – 400-800 mm. През лятото, особено в подножията на планините, валежите са крайно оскъдни. Реките в страната са малки, като най-големи са Ел Литани (140 km, изцяло протичаща по ливанска територия, основно през долината Бекаа), а Ел Хасбани 252 km и Ел Аси – с горните си течения. През лятото повечето от тях пресъхват, а водите им масово се използват за напояване.

## Почви, растителност, животински свят
В крайбрежните райони и по долните части на склоновете преобладават кафявите почви, а по по-високите маста – сиво-кафявите каменисти почви. Растителността е предимно храстова (макия, фригана), а по западните склонове на планината Ливан има остатъци от гори, съставени от вечнозелен дъб, платан, клен, алепски бор, дървовидна хвойна. Все още тук-таме се срещат малки горички от ливански кедър. По източните склонове на планините и в долината Бекаа фрагментарно са разнити тривисти степи. Представителите на животинскиа свят – ивичеста хиена, чакал, арабска газела и др. са силно изтребени в резултат на нерегламентирания лов през годините. Има множество видове гризачи и птици.